# Internationale Cricket-Saison 1993
Die internationale Cricket-Saison 1993 fand zwischen Mai 1993 und September 1993 statt. Als Sommersaison wurden vorwiegend Heimspiele der Mannschaften aus Europa ausgetragen.

## Überblick

### Internationale Touren
| Beginn          | Heimteam  | Auswärtsteam | Resultate | Resultate | Artikel |
| Beginn          | Heimteam  | Auswärtsteam | Test      | ODI       | Artikel |
| --------------- | --------- | ------------ | --------- | --------- | ------- |
| 19. Mai 1993    | England   | Australien   | 1–4 [5]   | 0–3 [3]   | Artikel |
| 17. Juli 1993   | Sri Lanka | Indien       | 0–1 [3]   | 2–1 [3]   | Artikel |
| 22. August 1993 | Sri Lanka | Südafrika    | 0–1 [3]   | 1–1 [3]   | Artikel |

### Internationale Turniere (Frauen)
| Beginn        | Turnier                        | Land    |
| ------------- | ------------------------------ | ------- |
| 20. Juli 1993 | Women’s Cricket World Cup 1993 | England |

## Nationale Meisterschaften
Aufgeführt sind die nationalen Meisterschaften der Full Member des ICC.
| Land    | First-Class                    | List A                                |
| ------- | ------------------------------ | ------------------------------------- |
| England | County Championship 1993       | National Westminster Bank Trophy 1993 |
|         | AXA Equity and Law League 1993 |                                       |
|         | Benson and Hedges Cup 1993     |                                       |